# Лопухин, Владимир Михайлович
Влади́мир Миха́йлович Лопухи́н (23 мая 1952, Москва — 25 мая 2020, там же) — советский экономист, министр топлива и энергетики Российской Федерации (1991—1992), великий мастер Русской великой регулярной ложи (2001—2007), великий командор Верховного совета Российской федерации Древнего и принятого шотландского устава (2008—2015).

## Биография
В 1975 году окончил экономический факультет МГУ им. М. В. Ломоносова, после чего работал в учреждениях АН СССР: в Институте мировой экономики и международных отношений (1975—1977 гг.), ВНИИ системных исследований (1977—1983 гг., младший научный сотрудник), в Институте народнохозяйственного прогнозирования (1983—1991 гг.: старший научный сотрудник, заведующий лабораторией природно-экологического потенциала народного хозяйства).
С августа по ноябрь 1991 года — заместитель министра экономики РСФСР.
С 10 ноября 1991 по 30 мая 1992 года — министр топлива и энергетики РСФСР / РФ; одновременно в 1991 году — заместитель председателя Специальной комиссии Правительства РФ по оперативному регулированию ресурсообеспечения.
В 1992 году — внештатный советник председателя Правительства РФ по вопросам международного экономического сотрудничества и топливно-энергетического комплекса.
В 1992—1996 годах работал старшим советником в банке «Лазар», затем — партнёр дочерней структуры банка «Лазар Восточная Европа».
С 1996 года — учредитель, президент ИК «Вангвард». Одновременно в 2007—2008 годах — независимый член совета директоров ОАО «РТМ».
Кроме того, занимал должности: член Совета директоров «Кристалбанк» (Москва, 1996), член Совета директоров ЗАО «Гражданские самолёты Сухого» (2007—2015); был членом Совета директоров Промрадтехбанка. В 1999 году — член клуба предпринимателей «2015».
С 2014 года — аналитик Septem Capital.
Являлся также учредителем (одним из учредителей) ряда компаний:
- ООО «Топливно-энергетический независимый институт» (1993, Москва; доля в УК 14,7 %[12]).
- ООО «Межрегиональный центр инфраструктурных проектов» (Москва; доля в УК 15 %)[13].
- ЗАО «Инвестиционная компания „Рута“» (до 9.6.2004, Москва)[14].
- ООО «Инжиниринговая лизинговая компания „Сибтурбокон“» (до 22.11.2006, Новосибирск)[15].
- НП «Развитие искусства обработки камня „Орион № 15“» (до 12.04.2007, Москва; также был генеральным директором)[16].
- ЗАО «ИК-Юг» (до 21.10.2013, Москва)[17].
- ООО «ТЮР» (до 5.10.2015, Москва)[18].

Член клуба Ассоциации выпускников экономического факультета МГУ.
Владел английским языком. Увлекался коллекционированием гравюр. Православный.
Скончался 25 мая 2020 года в Москве от коронавируса. Похоронен на Введенском кладбище (19 уч.).

## Семья
- Отец — Михаил Михайлович Лопухин (?—1999), генерал-майор[20], доктор наук, директор Информационно-вычислительного центра КГБ.
- Мать — Елена Моисеевна Лопухина (1919—2005), инженер, преподаватель МЭИ[19].
- Жена — Мария Игоревна Лопухина (Богатых).
  - Падчерица — Вера Богатых[21][22].

## Участие в масонстве
В 1998 году посвящён в масоны в ложе «Юпитер» № 7 Великой ложи России. В феврале 2000 года избран на должность досточтимого мастера ложи «Юпитер» № 7. В феврале 2001 стал одним из основателей ложи «Орион» № 15 ВЛР, в которой занял должность досточтимого мастера.

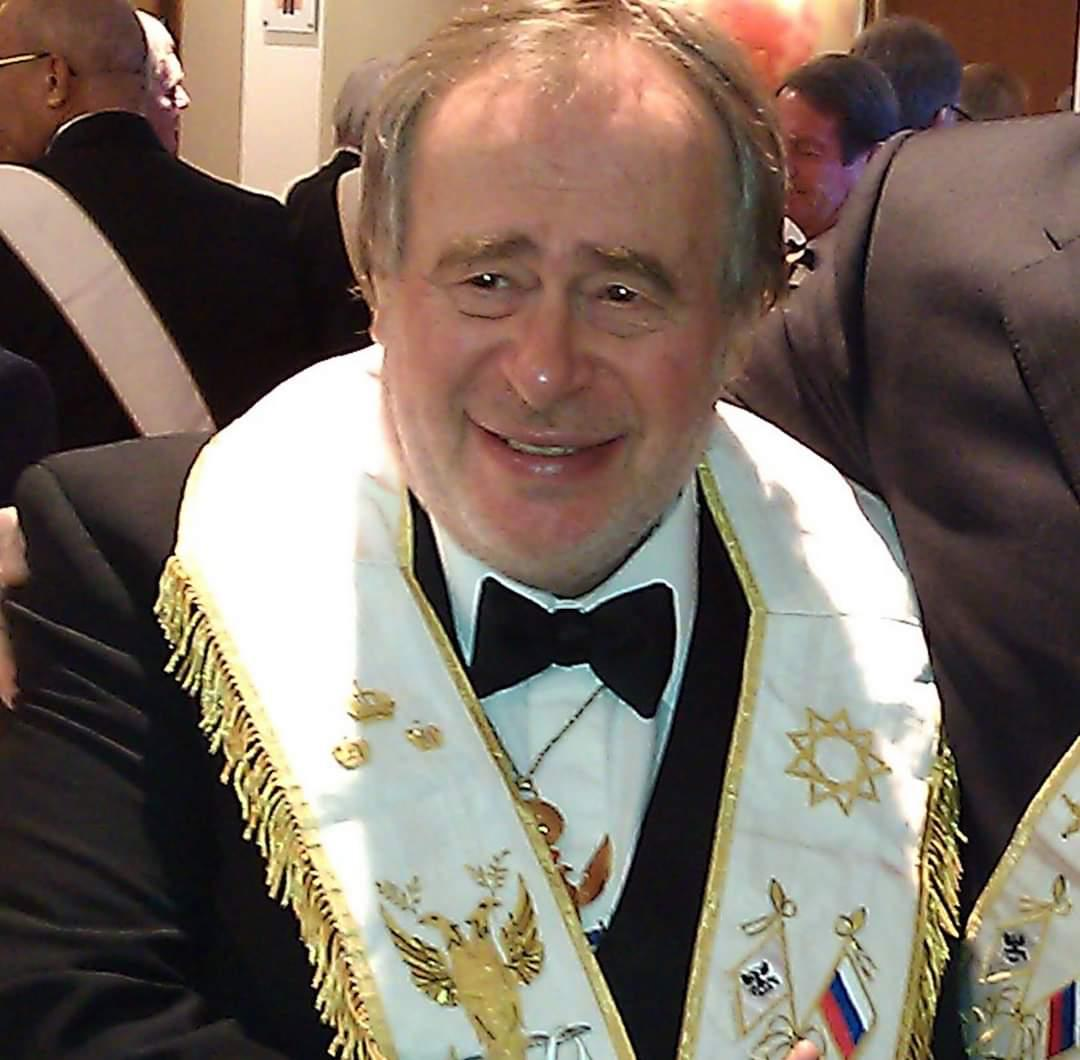
Владимир Лопухин в ленте великого командора

16 апреля 2001 года, в знак протеста и несогласия с политикой проводимой руководством Великой ложи России, вышел из ВЛР со 100 масонами. В этот же день было проведено собрание всех вышедших, на котором было заявлено о создании новой великой ложи, которой было дано название — Русская великая регулярная ложа. Первую торжественную ассамблею было решено провести 24 июня 2001 года в Москве. На прошедшей 24 июня 2001 года ассамблее, Владимир Лопухин был избран великим мастером Русской великой регулярной ложи, и оставался на этой должности до июля 2007 года.
11 октября 2008 года была создана Объединённая великая ложа России, в создании которой принимал активное участие Владимир Лопухин.

### В высших градусахДревнего и принятого шотландского устава
30 ноября 1999 года Владимир Лопухин прошёл посвящение в степень тайного мастера (4°); 8 апреля 2000 года в степень совершенного вольного каменщика (14°). 1 июня 2005 года он получил степень великого державного генерального инспектора (33°).
4 сентября 2008 года, в Москве, был создан Верховный совет Российской Федерации ДПШУ, созданием которого активно занимался Владимир Лопухин. После создания он был избран великим командором этого верховного совета и занимал должность до 12 декабря 2015 года.